# Singkalan
Singkalan is een bestuurslaag in het regentschap Sidoarjo van de provincie Oost-Java, Indonesië. Singkalan telt 2957 inwoners (volkstelling 2010).